# Mütter der Pinguine
Mütter der Pinguine (Originaltitel: Matki pingwinów) ist eine polnische Dramaserie, die 2024 auf Netflix veröffentlicht wurde.

## Inhalt
Die Handlung dreht sich um Kama, eine erfolgreiche Mixed-Martial-Arts-Kämpferin, deren siebenjähriger Sohn Jaś nach einem Vorfall an seiner bisherigen Schule in eine spezielle Einrichtung für Kinder mit besonderen Bedürfnissen wechselt. Dort trifft Kama auf andere Eltern aus unterschiedlichen sozialen Hintergründen, darunter eine Influencerin, ein alleinerziehender Vater und eine Mutter, die ihr Leben für ihr Kind aufgegeben hat. Anfangs steht Kama der neuen Umgebung skeptisch gegenüber, doch die Freundschaften ihres Sohnes und die Herausforderungen des neuen Schulalltags bringen sie dazu, ihre kämpferische Natur auch außerhalb des Rings einzusetzen.

## Produktion
Regie führten Klara Kochańska-Bajon und Jagoda Szelc. Das Drehbuch stammt von Klara Kochańska-Bajon, Dorota Trzaska und Nina Lewandowska. Die musikalische Untermalung wurde von Jerzy Rogiewicz und Bartłomiej Tyciński komponiert. Die Serie besteht aus sechs Episoden mit einer Laufzeit von jeweils etwa 50 Minuten. Die Erstausstrahlung erfolgte am 13. November 2024 auf der Streaming-Plattform Netflix.

## Besetzung und Synchronisation
Die deutsche Synchronisation entstand bei der VSI Synchron GmbH, unter der Dialogregie und nach einem Dialogbuch von Katharina Gräfe.
| Rolle               | Schauspieler          | Deutsche Sprecher |
| ------------------- | --------------------- | ----------------- |
| Kamila Barska       | Masza Wągrocka        | Amelie Plaas-Link |
| Ula Wojtal          | Barbara Wypych        | Jenny Löffler     |
| Tatiana Tracz       | Magdalena Różczka     | Julia Biedermann  |
| Jerzy Lejman        | Tomasz Tyndyk         | Timo Weisschnur   |
| Jaś Barski-Gwizdała | Jan Lubas             | Wanja Gisbertz    |
| Tola Wojtal         | Tola Będzikowska      | Annamarie Jacob   |
| Michał Tracz        | Maksymilian Młodawski | Peer Hörnke       |
| Hela Lejman         | Amelia Sarzyńska      | Anja Rybiczka     |
| Manager Marcin      | Sebastian Perdek      | Alexander Doering |

## Episodenliste
Die komplette Staffel wurde am 13. November 2024 auf Netflix sowohl im Original als auch auf Deutsch erstveröffentlicht.
| Nr. (ges.) | Nr. (St.) | Deutscher Titel             | Originaltitel | Regie                 | Drehbuch              |
| ---------- | --------- | --------------------------- | ------------- | --------------------- | --------------------- |
| 1          | 1         | Stimmt etwas nicht mit mir? | Coś nie halo  | Klara Kochańska-Bajon | Klara Kochańska-Bajon |
| 2          | 2         | Online                      | Onlajn        | Klara Kochańska-Bajon | Klara Kochańska-Bajon |
| 3          | 3         | Herausforderungen           | Wyzwania      | Klara Kochańska-Bajon | Dorota Trzaska        |
| 4          | 4         | Versagen                    | Porażka       | Jagoda Szelc          | Klara Kochańska-Bajon |
| 5          | 5         | #Protest                    | #Protest      | Jagoda Szelc          | Nina Lewandowska      |
| 6          | 6         | Knockout                    | Nokaut        | Klara Kochańska-Bajon | Dorota Trzaska        |